# Virtues
Virtues es el tercer álbum de estudio de la banda de punk Amber Pacific, que fue lanzado el 13 de abril de 2010. Este es el primer álbum de la banda que lanzan bajo la discográfica Victory Records y sin su vocalista Matt Young, debido a su salida de la banda, a principios de 2008. "Three Words" es el primer sencillo del álbum, que fue lanzado el 23 de marzo de 2010. Fue escrito por el nuevo vocalista de la banda, Jesse Cottam.
"The Good Life" fue previamente lanzado en el EP de la banda llamado Amber Pacific, lanzado en 2009, mientras que la canción "An Anthem for the Young at Heart" es promocionado en la página oficial de la banda en MySpace.

## Lista de canciones
1. "An Anthem for the Young at Heart" - 2:22
2. "The Girl Who Destroys" - 3:05
3. "Three Words" - 3:15
4. "Shine" - 4:16
5. "What Matters Most" - 3:25
6. "Conviction" - 3:44
7. "The Good Life" - 3:40
8. "The Best Mistake" - 3:22
9. "We Can't Fake This" - 3:28
10. "Burdens of the Past" - 3:40
11. "Something to be Said" - 3:28
12. "Forever" - 5:08

## Créditos
- Jesse Cottam - voz principal
- Will Nutter - guitarra principal, voz, teclados
- Greg Strong - bajo
- Dango - batería
- Davy Rispoli - guitarra, voz[2]